# Championnat d'Allemagne de l'Ouest de hockey sur glace 1975-1976
Saison précédente Saison suivante
La saison 1975-1976 est la 19e saison du Championnat d'Allemagne de hockey sur glace depuis la création de la Bundesliga.

## 2. Bundesliga
La saison 1975-1976 est la 3e saison de la 2. Bundesliga, le second échelon allemand.

## Saison régulière
|     | Club               | PJ | BP  | BC  | Pts |
| --- | ------------------ | -- | --- | --- | --- |
| 1.  | Augsburger Panther | 36 | 281 | 148 | 57  |
| 2.  | ESV Kaufbeuren     | 36 | 204 | 155 | 51  |
| 3.  | EV Duisbourg       | 36 | 176 | 129 | 49  |
| 4.  | Iserlohn Roosters  | 36 | 190 | 121 | 48  |
| 5.  | Adler Mannheim     | 36 | 209 | 158 | 45  |
| 6.  | SG Nürnberg        | 36 | 159 | 177 | 29  |
| 7.  | EV Pfronten        | 36 | 135 | 184 | 23  |
| 8.  | EC Peiting         | 36 | 122 | 195 | 23  |
| 9.  | TEV Miesbach       | 36 | 108 | 212 | 20  |
| 10. | TSV Straubing      | 36 | 126 | 231 | 15  |